# Molí de la Sénia
El molí de la Sénia és un edifici de la Sénia (Montsià) inclòs a l'Inventari del Patrimoni Arquitectònic de Catalunya.

## Descripció
És una construcció vora el riu Sénia per aprofitar el seu cabal com a força motriu. És un edifici de dimensions considerables, amb murs de maçoneria ordinària, amb alguns contraforts i carreus a les bases i distribució irregular dels buits. Actualment en mal estat i amb reformes recents que l'enlletgeixen força. Cobertes de teula àrab a dos vessants.

## Història
Els molins vora el riu Sénia van tenir força importància econòmica i són l'origen del desenvolupament industrial del poble. El molí de la Sénia junt amb el molí de la Vella és un dels més antics del terme. Apareix en una setència de 1762 donada per D. Miguel de Cortiada, regent de l'Audiència de Mallorca pel repartiment de les aigües entre Ulldecona i la Sénia. Primer fou molí de farina i després d'oli.